# 九如路 (九如鄉)
九如路（Jiouru Rd.）是屏東縣九如鄉的南北向重要幹道，本道路由南至北共分成三段，沿途跨越武洛溪，全線編號台3線。北起於丁仔寮橋接里港鄉中山南路，前端沿台3線北上至高雄市旗山、美濃區。沿途行經九如市區及近郊，並連結國道三號九如交流道。南至九如鄉、屏東市交界。續行左轉接屏東市忠孝路延續台3線里程至屏東市區，右轉堤防路編號縣道189號沿高屏溪東岸可到達台1線高屏大橋。為九如鄉往來里港鄉、屏東市及北屏東鄉鎮地區南北長途相當重要的道路。

## 行經行政區域
（由南至北）
- 九如鄉
- 里港鄉

## 分段
九如路共分成三段，屬台3線：
- 一段：南起於提防路口接屏東市忠孝路，北於九如橋接二段。
- 二段：南於九如橋接一段，北於五五橋接三段。
- 三段：南於五五橋接二段，北止於丁仔寮橋接里港鄉中山南路。

## 沿線設施
（由南至北）
- 縣道189號堤防路、台3線忠孝路
- 六合橋
- 七賢橋
- 玉水社區發展協會
- 屏26線玉水路、農場街
- 台灣中油九如東寧加油站
- 九如橋（介於一、二段）
- 台灣中油九如加油站
- 新光銀行九如簡易型分行
- 全家便利商店九如信義店
- 屏東縣政府警察局九如分駐所
- 屏18線維新街、東寧路
- 九如果菜市場
- 九如鄉農會
- 九如鄉立圖書館
- 屏東縣立九如國小
- 九如鄉衛生所
- 全國加油站九如交流道站
- 維新橋
- 九如鄉公所
- 屏東縣政府消防局第一大隊九如分隊
- 九如鄉戶政事務所
- 五五橋（介於二、三段）
- 縣道187丙線／屏16線三民路
- TOYOTA里港服務廠
- 九如交流道
- 屏24線中正路
- 平和路
- 丁仔寮橋（九如鄉、里港鄉界）

## 本道路交通
- 屏東客運
  - 8216 屏東－九如－里港
  - 8217 屏東－九如－里港－高樹
  - 8218 屏東－九如－里港－大津
  - 8220 屏東－九如－里港－美濃
- 統聯客運
  - 1613 屏東－九如交流道－國道一號－台北
- 國光客運
  - 1839 屏東－九如交流道－國道一號－台北
  - 1873 屏東－九如交流道－國道一號－台中